# Rollgabelschlüssel

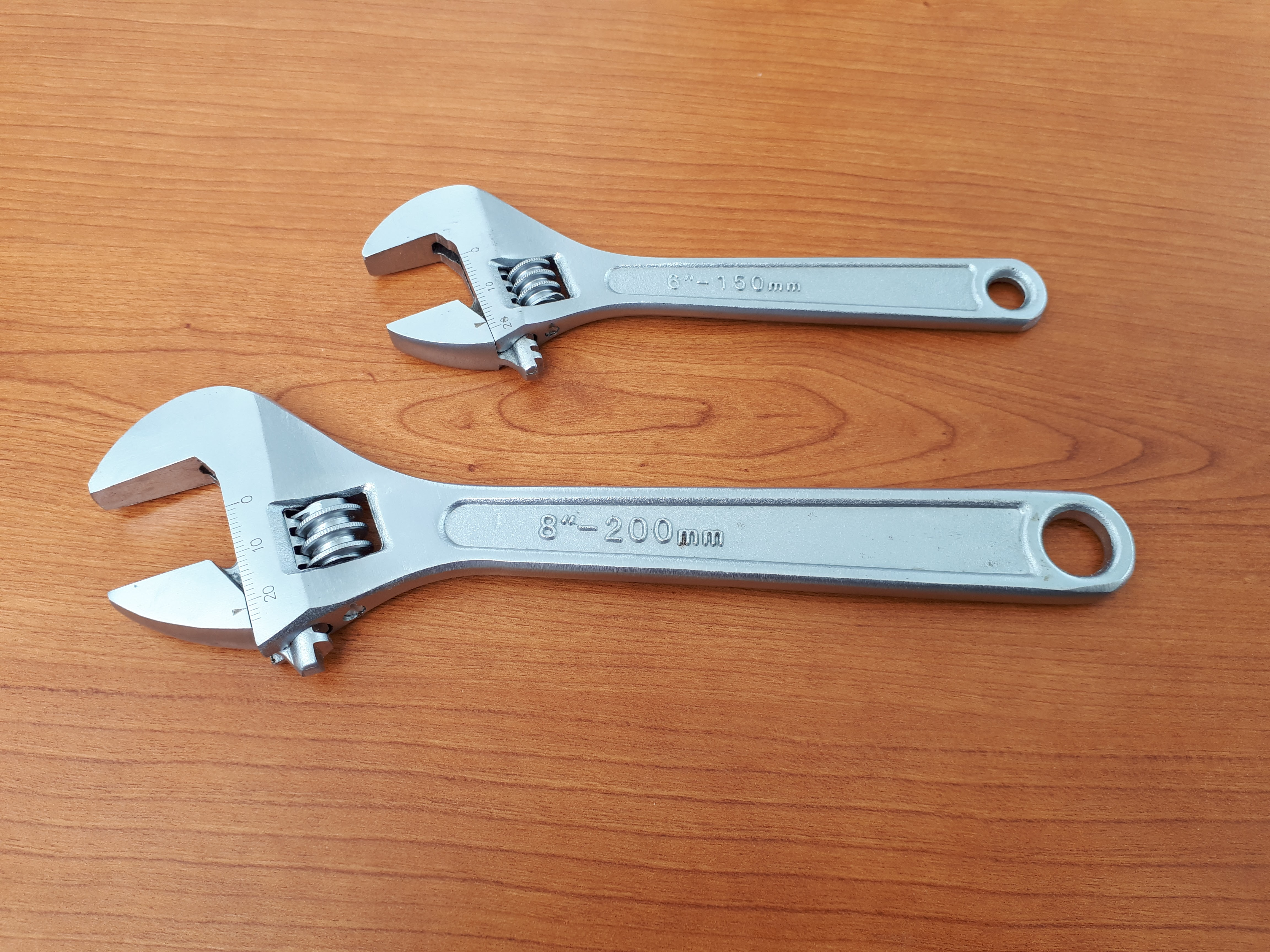
Stufenlos einstellbare Rollgabelschlüssel

Ein Rollgabelschlüssel ist ein Verstellschlüssel zum Lösen und Anziehen von Schraubverbindungen.
Durch Drehen einer Rändelschraube kann der Abstand der Spannbacken stufenlos verstellt werden. Somit kann er für verschieden große Vierkante oder geradzahlige Mehrkante (6, 8, 10 …), z. B. für Vierkantmuttern oder -schrauben oder auch für verschiedene Einheitensysteme (metrisch, zöllig) und spezielle Werknormen verwendet werden.
Erfunden und patentiert (am 11. Mai 1892 unter der Patentnummer SE4066) hat ihn der Schwede Johan Petter Johansson in seiner Werkstatt Enköpings Mekaniska in Enköping, die er gründete, nachdem er 1886 die Rohrzange erfunden hatte. B.A. Hjort & Co. (Bahco) produzierte und vermarktete das Werkzeug dann von 1892 bis heute in der ganzen Welt.

## Benennung

### Umgangssprache
Engländer ist die umgangssprachliche Bezeichnung für alle Arten von verstellbaren Schraubenschlüsseln, insbesondere für solche mit nur einseitig vorhandenem Maul. Im engeren Sinne ist der Engländer ein verstellbarer Schraubenschlüssel, bei dem die Verstellung der Schlüsselweite über eine Gewindespindel im Werkzeugschaft erfolgt. Bei den meisten heute gebräuchlichen verstellbaren Schraubenschlüsseln erfolgt dagegen die Verstellung über ein Schneckengetriebe im Schlüsselkopf (siehe Bild). Die richtige Bezeichnung für derartige Werkzeuge ist Rollgabelschlüssel, auch Verstellschlüssel.
Schließlich gibt es noch so genannte Franzosen, die geschlossen wie ein Hammer mit symmetrischem Kopf und zylindrischem, etwas gerändeltem Griff aussehen. Bei diesen erfolgt die Änderung der Schlüsselweite über das Zusammenwirken einer Rechts- und einer Linksgewindespindel durch Drehen des Werkzeugschaftes. Durch die unterschiedliche Steigung der Gewinde sind kleine Stellwege je Umdrehung des Werkzeugschafts möglich. Im Unterschied zu Engländer und Rollgabelschlüssel ist beim Franzosen ein Doppelmaul vorhanden, das dazu dient, der zweiten Maulöffnung etwa eine zweite Mutter gleicher Größe einzulegen, damit auch hohe Presskraft von der Differentialschraube her die Führung des Oberbackens nicht verkanten und reiben lässt.

### Andere Werkzeugausführungen
Da beim Engländer und beim Rollgabelschlüssel das Maul nur einseitig vorhanden ist, bieten diese gegenüber dem Franzosen bei beengten Räumlichkeiten Vorteile. Bezüglich der Haltbarkeit und Qualität über Jahre ist ein Maulschlüssel bzw. Ringschlüssel dem Engländer überlegen, weil es keine beweglichen Teile gibt. Dafür lassen sich verstellbare Schraubenschlüssel auch für (Sechskant-)Schrauben verwenden, für die kein passender Schlüssel greifbar ist.
Somit stellt der Engländer keine Konkurrenz zu Maul- oder Ringschlüssel dar, sondern eine Vervollständigung der Werkstattausstattung oder der Werkzeugkiste.
Die Herkunft der Bezeichnung Engländer wird darin vermutet, dass in Werkstätten auf dieses Werkzeug aus Kostengründen für die in Kontinentaleuropa weniger verbreiteten zölligen (sprich englischen – siehe auch Joseph Whitworth) Schrauben und Muttern zurückgegriffen wurde, wenn nur metrische Maul- oder Ringschlüssel zur Verfügung standen.
Im englischen Sprachraum bezeichnet man den Rollgabelschlüssel auch als adjustable wrench oder adjustable spanner. Dieser wurde bereits im Jahre 1842 von Richard Clyburn erfunden; er hatte eine leicht gebogene S-Form. Seit 1990 arbeitete der pensionierte Lehrer Ian Harrison aus England an der Weiterentwicklung des Rollgabelschlüssels. Im Jahre 2006 erfand er Milli-grip. Diese Zange wurde auf der britischen Erfindermesse mit der Goldmedaille ausgezeichnet. Im Gegensatz zum typischen Rollgabelschlüssel drückt man Milli-grip einfach auf die benötigte Größe zusammen. Durch die Arretierung rastet das Zangenmaul dann beliebig in Millimeter-Schritten ein. Durch das Drücken eines Knopfes wird die Zange entriegelt. Hierdurch kann man binnen Sekunden zwischen 8 mm und 32 mm Weite wechseln. Ein ungewolltes Verstellen der Schlüsselgröße ist damit nicht mehr möglich.

## Handhabung
Es ist darauf zu achten, die Weite der einstellbaren Gabel so eng wie möglich für die zu drehende Schraube oder Mutter zu wählen. Wird die Gabelweite nicht eng genug gewählt, kann dies zum Abgleiten vom Mehrkant führen. Zum einen kann die Schraube oder Mutter dadurch rundgedreht werden. Die Ecken werden durch plastische Verformung abgenutzt, und ein Lösen oder Anziehen wird schließlich unmöglich. Durch Abrutschen beim Einsatz hoher Körperkräfte ist die Verletzungsgefahr groß.
Bei besonders sorgfältiger Handhabung, nämlich durch festes, spielfreies Anstellen der Schlüsselbacken an die Seitenflächen etwa der zu drehenden Mutter, überträgt ein Rollgabelschlüssel auch hohes Drehmoment schonender als ein Gabelschlüssel, der normgemäß ein gewisses Spiel zwischen Maul und Mutter aufweist, um leichtes Aufschieben auch noch zu gewährleisten, wenn die Mutter durch Produktion, Schrammen oder Lackierung ein gewisses Übermaß aufweist. Nach jedem Umsetzen des Schlüssels, am besten auch bei bloßem Unterbrechen der Kraftausübung sollte dieses Anstellen der Backen von neuem erfolgen, da sie viel mehr als beim Franzosen zum Sich-Lösen durch Rütteln neigen.